# イオンタウン大田
イオンタウン大田（イオンタウンおおだ）は、島根県大田市長久町土江97にある、イオンタウン株式会社が展開するショッピングセンター。

## 概要
国道9号沿いの市街地に程近い場所に2000年11月に開業した。店舗裏手を三瓶川が流れる。当店は大田市唯一のショッピングセンターであり、島根県唯一のイオンタウンの店舗でもある。
イオンリテールが運営するイオン大田店を核テナントとし、2020年4月現在、18の専門店で構成されている。尚、イオンを核テナントとするイオンタウンは当店が中国地方唯一。

## 主なテナント
ここでは一部のみ掲載。
- イオン大田店
- ジュンテンドー
- ガスト
- ケンタッキーフライドチキン
- セルフガソリンスタンド・ペトラス
- はるやま
- パレット
- ダイソー

## アクセス
国道9号沿い。

### 公共交通機関を利用する場合
- JR大田市駅よりタクシー又はバスを利用。
  - 大田市駅前大田バスターミナルより市内左回り巡回バス[2]で約7分（便数が5本しかない上、土日祝運休のため公式では書かれていないが大田バスセンターから大田・江津線[3]を利用してもよい）。
  - 毎週火曜日は無料シャトルバスが運行される。